# Staffan Wirén
Staffan Anders Einar Wirén, född 14 november 1926 i Lungsunds församling i Värmlands län, död 20 november 2011 i Sankt Nicolai församling i Nyköping, var en svensk grafiker och reklamtecknare.
Han var son till lektorn Axel Einar Wirén och Agnes Disa Birgitta Hannerz och gift med Eva Arkstedt-Wirén. Wirén studerade vid Anders Beckmans reklamskola i Stockholm 1945–1947 och genom självstudier under resor till bland annat Nederländerna, Frankrike, Schweiz Italien och Tyskland. Hans illustrationer för reklambroschyrer och affischer kännetecknas av en mycket personligt och distinkt uttryck. Som illustratör medverkade han med teckningar i tidskrifter, tidningar samt illustrerade och formgav omslaget till Stig Kassmans bok Vart flög Jan och Ingen rädder för ABC inte heller för 1-2-3 som han tecknade för Sparbanken. Han medverkade i utställningarna Svensk reklamkonst på Lilla galleriet och Internationella affischer på Galerie Blanche samt en utställning med Nordiska tecknare i Stockholm. Han har varit representerad i flera av Svenska slöjdföreningens och Svenska affischtecknares utställningar i Sverige och utomlands. Som illustratör  medverkade han bland annat i International Poster Annual, Idea och Graphis.